# Portugal en los Juegos Paralímpicos de Atenas 2004
Portugal estuvo representado en los Juegos Paralímpicos de Atenas 2004 por un total de 29 deportistas, 22 hombres y siete mujeres.

## Medallistas
El equipo paralímpico portugués obtuvo las siguientes medallas:
| Nombre                                                                    | Deporte   | Evento                    |
| ------------------------------------------------------------------------- | --------- | ------------------------- |
| Oro                                                                       |           |                           |
| João Paulo Fernandes                                                      | Bochas    | Individual BC1 mixto      |
| Cristina Gonçalves João Paulo Fernandes Fernando Ferreira António Marques | Bochas    | Equipo BC1-BC2 mixto      |
| Plata                                                                     |           |                           |
| Carlos Amaral Ferreira                                                    | Atletismo | 10 000 m T11 masculino    |
| Carlos Amaral Ferreira                                                    | Atletismo | Maratón T11 masculino     |
| Pedro Silva                                                               | Bochas    | Individual BC2 mixto      |
| Bruno Valentim                                                            | Bochas    | Individual BC4 mixto      |
| Bruno Valentim Fernando Pereira                                           | Bochas    | Dobles BC4 mixto          |
| Bronce                                                                    |           |                           |
| José Alves                                                                | Atletismo | 400 m T13 masculino       |
| Fernando Ferreira                                                         | Bochas    | Individual BC2 mixto      |
| Susana Barroso                                                            | Natación  | 50 m espalda S3 femenino  |
| João Martins                                                              | Natación  | 50 m espalda S1 masculino |
| João Martins                                                              | Natación  | 50 m libre S1 masculino   |